# Stanisław Reichan

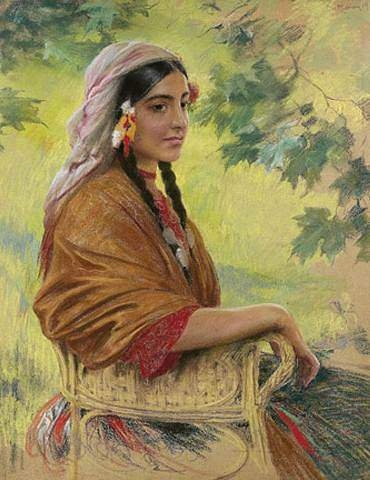
Portret młodej kobiety

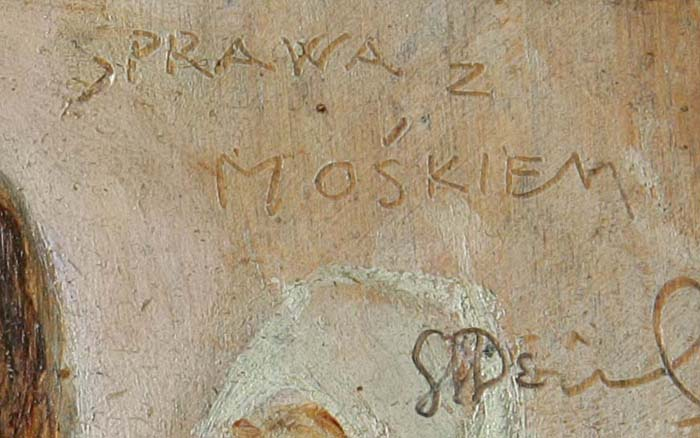
Sygnatura

Stanisław Józef Reichan lub Rejchan (ur. 17 września 1858 we Lwowie, zm. 18 czerwca 1919 w Krakowie) – polski malarz portrecista, ilustrator i pedagog.

## Życiorys
Urodził się w rodzinie o tradycjach artystycznych, malarzami byli jego ojciec Alojzy, dziadek Józef i pradziadek Maciej Reichan. Studiował w latach 1877–1879 w Akademii Sztuk Pięknych w Wiedniu u profesora Christiana Griepenkerla. Później wyjechał do Paryża i kontynuował naukę u Léona Bonnata i Jean-Paula Laurensa. Wkrótce usamodzielnił się i został malarzem elit towarzyskich Paryża, tworzył wyidealizowane portrety dam, ilustrował sceny z życia towarzyskiej elity miasta. Głównym źródłem dochodów artysty były ilustracje reportażowe zamawiane przez czasopisma takie jak Le Monde illustré, Revue illustrée, l’Illustration, Graphic, Illustrated London News, Fliegende Blätter, oraz krajowe jak Tygodnik Illustrowany i Biesiada Literacka. Znaczne zarobki umożliwiły artyście na życie na wysokim poziomie i liczne podróże m.in. do Niemiec, Rosji, Szwajcarii, Anglii i Włoch.
W 1896 r. artysta na stałe wrócił do Lwowa, do czego przyczynił się wzrost popularności fotografii, która zaczęła wypierać ręcznie wykonywane rysunki z czasopism. Józef Reichan szybko włączył się do głównego nurtu życia artystycznego miasta, w Szkole Przemysłowej we Lwowie objął katedrę rysunku i sztuki dekoracyjnej, działał w Związku Artystów Polskich, był wiceprezesem, a od 1903 r. prezesem miejscowego Towarzystwa Przyjaciół Sztuk Pięknych. Zaprojektował plafon i namalował fryz proscenium teatru lwowskiego.
Wystawiał początkowo w salonach paryskich, a po powrocie do kraju m.in. w Towarzystwie Przyjaciół Sztuk Pięknych we Lwowie, salonie Aleksandra Krywulta, w Towarzystwie Przyjaciół Sztuk Pięknych w Krakowie oraz Towarzystwie Zachęty Sztuk Pięknych.
Artysta był dwukrotnie żonaty, jego pierwszą żoną od 1894 r. była Irena Waleria von Metzger (zm. 1903 r.). Kolejny raz ożenił się w 1904 z Wandą Moniką Opolską (zm. 1908). Z pierwszego małżeństwa miał syna Stanisława, artystę ceramika osiadłego od 1946 r. w Anglii.
Zmarł w 1919 r. w Krakowie, pochowany został na Cmentarzu Łyczakowskim we Lwowie.